# Руен (община)
Вижте пояснителната страница за други значения на Руен.
Община Руен се намира в Югоизточна България и е една от съставните общини на област Бургас.

## География

### Географско положение, граници, големина
Общината се намира в северната част на област Бургас. С площта си от 689,937 km2 заема 5-о място сред 13-те общини на областта, което съставлява 8,9% от територията на областта. Границите ѝ са следните:
- на изток – община Поморие;
- на юг – община Айтос;
- на югозапад – община Карнобат;
- на запад – община Сунгурларе;
- на север – община Смядово от област Шумен и община Дългопол и община Долни чифлик от област Варна.

### Релеф, води, климат, почви, минерални ресурси, природни забележителности

#### Релеф
Територията на общината изцяло попада в пределите на Източна Стара планина, като преобладаващият релеф е предимно хълмист и ниско планински. В пределите на общината се включват части от пет съставни планини на Източна Стара планина. Северозападната част е заета от югоизточните склонове на Върбишка планина, като тук северозападно от село Люляково се издига най-високата точка на общината връх Ръкойка (725 m). Южно от долината на река Луда Камчия в югозападната част на общината се простират крайните североизточни склонове на Карнобатска планина с максимална височина от 646 m югоизточно от село Скалак. Североизточната четвъртина е заета от най-западните части на Камчийска планина с връх Каменяк (627 m) южно от село Каменяк и Еминска планина с връх Мандрабаир (621 m) южно от село Снягово. Най-югоизточната част на общината е заета от североизточните склонове на Айтоска планина с най-висока точка връх Голяма Кокарджа (404 m), разположен източно от Айтоския проход.
Между Еминска планина на север и Айтоска планина на юг се простира широката и плоска долина на горното течение на Хаджийска река, като тук в нейното корито се намира и най-ниската точка на общината – 60 m н.в. Средната надморска височина е 302 m.

#### Води
Цялата община попада в Черноморския водосборен басейн. Най-голямата река в общината е Луда Камчия, която протича на протежение от 39 km от югозапад на североизток. Реката навлиза в общината южно от гара Люляково и до село Дъскотна тече в широка долина с по-стръмни десни и полегати леви брегове. След Дъскотна реката протича през лудокамчийския пролом, който завършва северно от село Добромир с „опашката“ на язовир Цонево. Основните ѝ притоци са десни: Голяма река, вливаща се югозападно от село Дъскотна, Балабандере, вливаща се в язовир Цонево югозападно от село Добромир и най-горното течение на река Елешница, вливаща се в Камчия на територията на област Варна.
Югоизточната част на общината попада във водосборния басейн на Хаджийска река, която води началото си от Еминска планина, североизточно от общинския център село Руен. Тук тя протича с горното си течение в широка и плоска долина, заето от обработваеми земи.
Освен от по-горе споменатите реки водните ресурси на общината се формират и от 15 микроязовира и водоема с местно значение, които представляват ресурс за развитие на поливно земеделие и възстановяване на хидромелиоративната система. Общината се намира в район с продължителни летни засушавания, които водят до изчерпване на подпочвените водни запаси.

#### Климат
Климатът е умереноконтинентален с преобладаващо черноморско влияние в източната част на общината. Средните годишни температури варират от 8 °C във високопланинските части до 11 °C по долината на река Луда Камчия. Средната температура през месец януари е около 1 °C, а през месец юли – 24 – 26 °C. Зимата е сравнително мека поради близостта до морето, пролетта – хладна, лятото е горещо с голям брой слънчеви дни, а есента е продължителна и топла.

#### Почви
Най-разпространени са канелените горски почви, а северните части от общината са заети от излужени и сиви горски почви. Канелените и планинските горски почви са водопропускливи, характеризират се с маломощен хумусно-алувиален слой и са подходящи за отглеждането на топлолюбиви интензивни култури като слънчоглед, тютюн, лозя и трайни насаждения. В районите на разпространението им ерозионните процеси са засилени. По поречията на реките има планинско-ливадни и алувиално-ливадни почви, подходящи за отглеждане на зеленчуци и овощни култури, фъстъци, технически култури.

#### Полезни изкопаеми
Община Руен е сравнително бедна на полезни изкопаеми. Южно от общинския център е разположено голямо находище на глина за строителна керамика. Кариери за добив на камък за строителството и варовик функционират край село Добромир.

#### Природни забележителности
Защитените територии са представени от природните забележителности:
- „Чудните скали“ (скално образувание), на десния бряг на река Луда Камчия, северно от село Добромир;
- „Костенурката“ (площ 0,1 ха, скално образувание), в долината на река Балабандере, северно от село Заимчево;
- „Свинската глава“ (площ 0,5 ха, скално образувание), в долината на река Балабандере, северно от село Заимчево;
- „Професора“ (площ 5 ха, скално образувание);
- „Трите цера“ (площ 1,5 ха, естествено находище на червен божур).

## Население
Коефициентът на възрастова зависимост за общината (45,4) и е по-нисък от средната стойност на показателя страната (46,2), а участието на двата компонента (лица под 15 г. и лица над 65 г.) е с минимален превес на лицата в над трудоспособна възраст. През периода 1999 – 2002 г. се наблюдава благоприятна промяна в стойността на показателя, като за сравнение през 1999 г. коефициентът на възрастова зависимост е бил по-висок от средното за страната (49,3 срещу 47,2).
Възрастовата структура на населението в община Руен е по-благоприятна в сравнение с повечето други общини, като през 2021 г. в под трудоспособна възраст са 4766 души (17,54%), в трудоспособна възраст са 17 117 души (62,98%), а в над трудоспособна възраст са 5297 души (19,48%).
Етническият състав на населението е: турски етнос 85%, български етнос 7%, роми 8%, като общината се нарежда на трето място в страната по концентрация на население от турския етнос. Ромското население е концентрирано в селата Руен, Вресово, Дъскотна, Ръжица, Ябълчево. Ромите живеят в компактни групи от 200 – 400 души, като при тях процесите на десоциализация са засилени поради трайното отпадане от пазара на труда и високото равнище на безработица.
Население на община Руен през годините, според данни на НСИ:
| Година | Население |
| 2010   | 27 942    |
| 2011   | 28 954    |
| 2012   | 28 759    |
| 2013   | 28 650    |
| 2014   | 28 482    |
| 2015   | 28 399    |
| 2016   | 28 170    |
| 2017   | 28 058    |
| 2018   | 27 846    |
| 2019   | 27 593    |
| 2020   | 27 447    |
| 2021   | 27 180    |
| 2022   | 26 056    |
| 2023   | 25 882    |

### Численост и движение
Раждаемост, смъртност и естествен прираст през годините, според данни на НСИ:
|                   | 2008 | 2009 | 2010 | 2011 | 2012 | 2013 | 2014 | 2015 | 2016 | 2017 | 2018 | 2019 | 2020 | 2021 | 2022 | 2023 |
| Раждаемост        | 391  | 384  | 299  | 285  | 337  | 320  | 323  | 321  | 302  | 300  | 296  | 290  | 253  | 237  | 265  | 269  |
| Смъртност         | 302  | 288  | 282  | 327  | 345  | 274  | 295  | 268  | 306  | 290  | 305  | 281  | 367  | 431  | 346  | 288  |
| Естествен прираст | 89   | 96   | 17   | -42  | -8   | 46   | 28   | 53   | -4   | 10   | -9   | 9    | -114 | -194 | -81  | -19  |

Коефициент на раждаемост, смъртност и естествен прираст през годините, според данни на НСИ (средно на 1000 души, в ‰):
|                   | 2008 | 2009 | 2010 | 2011 | 2012 | 2013 | 2014 | 2015 | 2016 | 2017 | 2018 | 2019 | 2020 | 2021 | 2022 | 2023 |
| Раждаемост        | 13.8 | 13.6 | 10.7 | 9.9  | 11.8 | 11.2 | 11.3 | 11.3 | 10.7 | 10.7 | 10.6 | 10.5 | 9.2  | 8.7  | 10.2 | 10.4 |
| Смъртност         | 10.7 | 10.2 | 10.1 | 11.3 | 11.2 | 9.6  | 10.4 | 9.4  | 10.9 | 10.3 | 11.0 | 10.2 | 13.4 | 15.9 | 13.3 | 11.1 |
| Естествен прираст | 3.1  | 3.4  | 0.6  | -1.5 | -0.3 | 1.6  | 0.9  | 1.9  | -0.2 | 0.4  | -0.4 | 0.3  | -4.2 | -7.2 | -3.1 | -0.7 |

### Етнически състав
Численост и дял на етническите групи според преброяването на населението през 2011 г.:
|                     | Численост | Дял (в %) |
| Общо                | 29 101    | 100.00    |
| Турци               | 21 241    | 72.99     |
| Българи             | 1619      | 5.56      |
| Цигани              | 1300      | 4.46      |
| Други               | 10        | 0.03      |
| Не се самоопределят | 322       | 1.10      |
| Неотговорили        | 4609      | 15.83     |

### Населени места
Общината има 41 населени места с общо население 26 385 жители към 7 септември 2021 г.
| Населено място | Население (2021 г.) | Площ на землището km2 | Забележка (старо име)                                        | Населено място | Население (2021 г.) | Площ на землището km2 | Забележка (старо име)                                          |
| -------------- | ------------------- | --------------------- | ------------------------------------------------------------ | -------------- | ------------------- | --------------------- | -------------------------------------------------------------- |
| Билка          | 525                 | 14,637                | Чифлик (до 1934 г.), Чифлишка махала (от 1934 г. до 1951 г.) | Разбойна       | 767                 | 13,979                | Харами дере (до 1934 г.)                                       |
| Вишна          | 174                 | 5,084                 | Боялар (до 1934 г.), Боляри                                  | Речица         | 671                 | 10,753                | Гердеме дере (до 1934 г.)                                      |
| Вресово        | 1013                | 26,647                |                                                              | Рожден         | 432                 | 23,642                | Надърлар (до 1934 г.)                                          |
| Добра поляна   | 655                 | 13,923                | Байрям алан (до 1934 г.)                                     | Рудина         | 216                 | 7,198                 | Халваджилар (до 1934 г.)                                       |
| Добромир       | 1011                | 18,636                | Късъклар кайряк (до 1934 г.)                                 | Руен           | 2358                | 25,877                | Уланлии (до 1934 г.)                                           |
| Дропла         | 244                 | 9,229                 | Той кьой (до 1934 г.), Дропля (от 1934 г. до 1959 г.)        | Рупча          | 401                 | 11,975                |                                                                |
| Дъскотна       | 682                 | 14,598                | Дискотна (до 1934 г.)                                        | Ръжица         | 1091                | 18,493                | Чавдарлък (до 1934 г.)                                         |
| Дюля           | -                   | 12,124                | Айваджик дере (до 1934 г.)                                   | Сини рид       | 320                 | 9,036                 | Челеби кьой (до 1934 г.), Челебиево (от 1934 г. до 1978 г.)    |
| Заимчево       | 345                 | 22,677                | Ичмей зиямет (до 1934 г.)                                    | Скалак         | 481                 | 24,175                | Саръ кая (до 1934 г.)                                          |
| Зайчар         | 1127                | 22,975                | Гюдженлер (до 1934 г.)                                       | Снежа          | 330                 | 16,769                | Сападжа (до 1934 г.)                                           |
| Звезда         | -                   | 15,607                | Айваджик (до 1934 г.)                                        | Снягово        | 1104                | 21,300                | Ресиллер (до 1934 г.)                                          |
| Каменяк        | 172                 | 8,496                 | Ташлък (до 1934 г.)                                          | Соколец        | 506                 | 17,342                | Дуган кая (до 1934 г.)                                         |
| Каравельово    | 460                 | 17,496                | Кара Велилер (до 1934 г.)                                    | Средна махала  | 296                 | 8,177                 | Орта махле (до 1934 г.), Средня махала (от 1934 г. до 1966 г.) |
| Листец         | 369                 | 9,813                 | Кара алилер (до 1934 г.)                                     | Струя          | 576                 | 12,720                | Късъклар Хаджи махле (до 1934 г.), Манастирец                  |
| Люляково       | 1607                | 44,793                | Кереметлик (до 1934 г.)                                      | Топчийско      | 800                 | 34,646                | Топчу махле (до 1934 г.)                                       |
| Мрежичко       | 462                 | 7,212                 | Юсуф чобанлар (до 1934 г.)                                   | Трънак         | 1251                | 18,511                | Текенлик (до 1934 г.)                                          |
| Планиница      | 1300                | 17,396                | Чепелджа (до 1934 г.)                                        | Череша         | 554                 | 30,281                | Ичмей вакъф (до 1934 г.)                                       |
| Подгорец       | 320                 | 7,747                 | Голям Хедиетлер (от 1965 г. до 1978 г.)                      | Шиварово       | 271                 | 17,514                | Боаз дере (до 1934 г.), Устово (от 1934 г. до 1949 г.)         |
| Преображенци   | 450                 | 15,320                | Надър (до 1978 г.)                                           | Ябълчево       | 1077                | 17,835                | Алма дере (до 1934 г.)                                         |
| Припек         | 365                 | 6,496                 | Малък Хедиетлер (от 1965 г. до 1980 г.)                      | Ясеново        | 351                 | 9,082                 | Гердеме (до 1934 г.)                                           |
| Просеник       | 1251                | 29,726                | Бурунджук (до 1934 г.)                                       | ОБЩО           | 26385               | 689,937               | няма населени места без землища                                |

## Административно-териториални промени
- МЗ № 3008/обн. 01.09.1934 г. – преименува с. Уланлии на с. Руен;
- МЗ № 3775/обн. 07.12.1934 г. – преименува с. Боялар на с. Боляри;

– преименува с. Байрям алан на с. Добра поляна;
– преименува с. Късъклар кайряк (Кайряк махле) на с. Добромир;
– преименува с. Той кьой на с. Дропля;
– преименува с. Дискотна на с. Дъскотна;
– преименува с. Айваджик дере на с. Дюля;
– преименува с. Късъклар Емир махле на с. Емирово;
– преименува с. Ичмей зиямет на с. Заимчево;
– преименува с. Гюдженлер на с. Зайчар;
– преименува с. Айваджик на с. Звезда;
– преименува с. Ташлък на с. Каменяк;
– преименува с. Кара Велилер на с. Каравельово;
– преименува с. Билек ахмед махле (Билек махле) на с. Китка;
– преименува с. Кара алилер на с. Листец;
– преименува с. Кереметлик на с. Люляково;
– преименува с. Късъклар Хаджи махле на с. Манастирец;
– преименува с. Юсуф чобанлар на с. Мрежичко;
– преименува с. Чепелджа на с. Планиница;
– преименува с. Бурунджук на с. Просеник;
– преименува с. Харами дере на с. Разбойна;
– преименува с. Гердеме дере на с. Речица;
– преименува с. Надърлар на с. Рожден;
– преименува с. Халваджилар на с. Рудина;
– преименува с. Чавдарлък на с. Ружица;
– преименува с. Джумая кьой на с. Сборско;
– преименува с. Саръ кая на с. Скалак;
– преименува с. Сападжа на с. Снежа;
– преименува с. Ресиллер на с. Снягово;
– преименува с. Дуган кая на с. Соколец;
– преименува с. Орта махле на с. Средня махала;
– преименува с. Топчу махле на с. Топчийско;
– преименува с. Текенлик на с. Трънак;
– преименува с. Боаз дере на с. Устово;
– преименува с. Челеби кьой на с. Челебиево;
– преименува с. Ичмей вакъф на с. Череша;
– преименува с. Чифлик (Чифлик махле) на с. Чифлишка махала;
– преименува с. Алма дере на с. Ябълчево;
– преименува с. Гердеме на с. Ясеново;
- Указ № 949/обн. 08.12.1949 г. – преименува с. Устово на с. Шиварово;
- Указ № 107/обн. 13.03.1951 г. – преименува с. Чифлишка махала на с. Билка;

– преименува с. Боляри на с. Вишна;
– преименува с. Манастирец на с. Струя;
- Указ № 512/обн. 24.11.1959 г. – осъвременява името на с. Дропля на с. Дропла;
- Указ № 5/обн. 8 януари 1963 г. – заличава с. Сборско;
- Указ № 1060/обн. 28.12.1965 г. – разделя с. Хедиетлер и признава две нови населени места: с. Голям Хедиетлер и с. Малък Хедиетлер;
- Указ № 960/обн. 4 януари 1966 г. – осъвременява името на с. Средня махала на с. Средна махала;
- Указ № 1521/обн. 24.10.1975 г. – заличава с. Емирово;
- Указ № 1060/обн. 02.06.1978 г. – преименува с. Голям Хедиетлер на с. Подгорец;

– преименува с. Надър на с. Преображенци;
– преименува с. Челебиево на с. Сини рид;
- указ № 519/обн. 01.04.1980 г. – преименува с. Малък Хедиетлер на с. Припек;
- Реш. МС № 7/ обн. ДВ бр. 5/18 януари 2013 г. – заличава с. Китка.

## Транспорт
През средата на общината, от североизток на югозапад, по долината на река Луда Камчия преминава участък от 30 km от трасето жп линията Комунари – Дъскотна – Карнобат.
През общината преминават частично 3 пътя от Републиканската пътна мрежа на България с обща дължина 75,6 km:
- участък от 37,2 km от Републикански път III-208 (от km 53,2 до km 90,4);
- началният участък от 20,9 km от Републикански път III-2085 (от km 0 до km 20,9);
- последният участък от 17,5 km от Републикански път III-7305 (от km 9,8 до km 27,3).

## Топографска карта
- Лист от карта K-35-43. Мащаб: 1 : 100 000.